# The Velveteen Age
The Velveteen Age è un EP della cantautrice statunitense Diane Birch, pubblicato nel 2010.
Si tratta di un disco di cover a cui ha partecipato anche il gruppo Phenomenal Handclap Band.

## Tracce
1. This Corrosion (The Sisters of Mercy) – 3:39
2. Kiss Them for Me (Siouxsie and the Banshees) – 4:11
3. Bring On the Dancing Horses (Echo & the Bunnymen) – 4:31
4. Atmosphere (Joy Division) – 5:02
5. Primary (The Cure) – 3:42
6. Tarantula (This Mortal Coil) – 4:24
7. A Strange Kind of Love (Peter Murphy) – 4:26